# Гоголева, Мария Васильевна
Мари́я Васи́льевна Го́голева (18.02.1902 — 23.11.1992) — директор московской школы № 429, Герой Социалистического Труда.

## Биография
Родилась на станции Ртищево Саратовской губернии. После окончания средней школы (1919) работала учителем 1-й ступени в городе Бежица (ныне — Бежицкий район Брянска).
В 1924 году переехала в Москву, работала учителем начальных классов в школе № 447 Бауманского района, с 1931 года — завуч, с 1932 года — директор. В 1931 году окончила общественно-экономическое отделение вечернего отделения педагогического института по специальности учителя географии и истории. Член ВКП(б)/КПСС с 1939 года.
С 1936 года директор новой школы № 441. После начала войны — инструктор Первомайского райкома ВКП(б) (Москва).
В 1943 году назначен директором мужской общеобразовательной школы № 429, которой руководила до 1984 года.
Указом Президиума Верховного Совета СССР от 7 марта 1960 года в ознаменование 50-летия Международного женского дня, за выдающиеся достижения в труде и особо плодотворную общественную деятельность звание Героя Социалистического Труда.
С 1984 года — на пенсии. Проживала в Москве.
Умерла 23 ноября 1992 года. Похоронена на Измайловском кладбище.
Заслуженный учитель школы РСФСР (11.11.1950). Награждена 2 орденами Ленина (03.11.1953, 07.03.1960), орденом Трудового Красного Знамени (04.12.1948), медалями, в том числе «За трудовую доблесть» (11.07.1960); знаком «Отличник народного образования».